# Олон (Крез)
Олон (фр. Aulon) насеље је и општина у централној Француској у региону Лимузен, у департману Крез која припада префектури Гере.
По подацима из 2011. године у општини је живело 162 становника, а густина насељености је износила 14,92 становника/km². Општина се простире на површини од 10,86 km². Налази се на средњој надморској висини од 413 метара (максималној 535 m, а минималној 407 m).

## Демографија
| 1962. | 1968. | 1975. | 1982. | 1990. | 1999. | 2011. |
| ----- | ----- | ----- | ----- | ----- | ----- | ----- |
| 228   | 256   | 218   | 209   | 191   | 176   | 162   |

График промене броја становника у току последњих година